# Aračinovo (kommun)
Aračinovo (makedonska: Арачиново) är en kommun i Nordmakedonien. Den ligger i den centrala delen av landet. Antalet invånare är 11 597.